# Uruçu-do-chão
Melipona (Melikerria) quinquefasciata (Lepeletier, 1836) popularmente conhecida como mandaçaia-da-terra, mandaçaia-do-chão ou uruçu-do-chão, é uma espécie de abelha social brasileira. Tais insetos, que aninham em cavidades subterrâneas. Os ninhos têm favos horizontais ou verticais, potes grandes (cerca de 3-4cm). M. quinquefasciata mede cerca de 10,5 mm de comprimento e possui cabeça e tórax pretos, abdome com cinco faixas amarelas e asas amareladas.
Geograficamente distribui-se amplamente pelo Brasil, de Rondônia ao Rio Grande do Sul. Também é encontrada na Argentina (Misiones), na Bolívia (Santa Cruz) e no Paraguai (Central) 